# フアン・ルイス・シプリアーニ
フアン・ルイス・シプリアーニ・トルネ（Juan Luis Cipriani Thorne、1943年12月28日 - ）は、ペルーのカトリック教会の聖職者。2019年1月までリマ大司教を務めた。2001年には枢機卿に任命されている。

## 経歴
シプリアーニはサンタ・マリア・マリアニスタ校（スペイン語版）で学び、1961年からはバスケットボールペルー代表のメンバーを6年間務めたこともある。彼はリマの国立工業大学で産業工学を学んだ。オプス・デイの信者（ヌメラリ）である。

### エンジニアから司祭への道
エンジニアとしての勤務を経て、1977年に彼はオプス・デイの司祭に叙階された。またナバラ大学から神学の博士号を授与されている。
1988年に彼はアヤクーチョ大司教区の補佐司教に任命され、1995年にはアヤクーチョ大司教になった。そして1999年1月、リマ大司教に指名された。
2001年、教皇ヨハネ・パウロ2世によってシプリアーニは枢機卿に任命された。彼はオプス・デイ出身者として初めて枢機卿となった人物である。2005年、ヨハネ・パウロ2世の死去に伴うコンクラーヴェでは選挙権を持つ枢機卿の一人として参加した。
2011年7月19日、彼はベネディクト16世によって教皇庁司教省ラテンアメリカ委員会（Pontifical Commission for Latin America）のメンバーに任命された。

### 日本大使公邸占拠事件
1996年から1997年にかけての在ペルー日本大使公邸占拠事件では、彼は平和的解決のために反政府組織との交渉を試み、日本人とペルー人の人質の救出に尽力した。

## 教え

### 同性愛について
リマのペルーポンティフィカ・カトリック大学(PUCP)で学長を務めていた1997年に、ゲイの学生組織が主催するイベントが開催を禁じられた。この組織「集合的括弧(Colectivo Paréntesis)」は2人の3年生 Rodrigo VeccoとBernardo Nieuwlandによって結成された。シプリアーニは学長としてホモセクシャルを治療可能な疾患であると説明した「性的アイデンティティ-選ぶことができるのか？」というパンフレットを準備・配布させた。  
2005年にリカルド・パルマ大学36周年ミサに際し、シプリアーニは当時のスペインの同性のパートナーシップ制度についてコメントした。彼は「男女間ではない結婚を『傷ついた善なるもの』と呼びそれを販売する世界規模のキャンペーン」の存在を非難した。そして彼は同性婚合法化によって社会は醜悪になると警告した。
彼は「今日の世界では、邪悪なものが良いものとされている。それは他にも課され、それを受けれいた者に禍をなす」と警告した。枢機卿は、結婚としての「男女間ではない関係」は信仰に忠実ではないものと呼んだ。

傷ついた善なるものを望むものと呼び、売ってはならない。そこに善なるものなどなく、意見と思想トレンドのみによる道徳的相対主義の独裁と取引してははならない。

2007年、PUCPはシプリアーニ枢機卿が役員に任命したWalter Muñoz Choに対して訴訟を提起した。2010年に大司教区とPCUPとの間の「大学の自治の問題」と「大学の財産権」に関する法的な手続きが始まった。

### イエズス会との関係について
彼はアヤクチョ大司教だった時に、このペルーで問題のある地域でのイエズス会の人権活動に対する妨害を非難した。

### ラ・カントゥタ事件
シプリアーニはラ・カントゥタ事件 は「ペルー陸軍が関与していると信じている人々を祖国に対する反逆の罪で有罪である」といった。虐殺は後にコリーナ部隊の中で活動していた陸軍の特殊情報機関の関与が証明された。

### 死刑について
シプリアーニはペルーでは執行猶予や恩赦のない懲役を含めた「死刑より厳正さを欠く方法」では抑制することが困難と考えられる、社会に対して現実の脅威を与えるような事例に限り死刑を認めるべきとする立場である。
たとえば、暴力革命を強く志向したアビマエル・グスマンが逮捕されると、シプリアーニは「センデロ・ルミノソの指導者は処刑されるべきである」との意見を表明した。シプリアーニは、死刑制度に反対するペルー人を「卑怯者」と呼んでいる。

### 人権について
1980年代以来、シプリアーニは人権団体に対する敵意を示してきた。その対象にはカトリック聖職者や法律家が率いるものも含まれる。前任者でイエズス会士のアウグスト・ヴァルガス・アルサモラとは対照的に、シプリアーニは1980年代から1990年代にかけてペルー軍による人権侵害の噂に関知しようとしなかったとして非難されてきた。シプリアーニの人権に関する論説の中には議論を呼ぶものもあり、最も有名なのは1994年の w:Caretas でのインタビューである。シプリアーニはそのインタビューの中で「人権コーディネーターほど馬鹿げたもの（"esa cojudez") は見たことがない」と主張した。

## 参照
1. ↑  “From Basketball Player to Cardinal”.   Zenit (2001年2月27日). 2013年3月11日閲覧。
2. ↑  “Peru 2003”.   U.S. Citizenship and Immigration Services (2015年10月14日). 2019年1月27日閲覧。
3. ↑  Reding, Andrew (2010). “Sexual Orientation and Human Rights in the Americas”. In Corrales, Javier. The Politics of Sexuality in Latin America. University of Pittsburgh. p. 298 2019年1月27日閲覧。
4. 1 2  Final Report of the Truth and Reconciliation Commission, 3.3.1